# Rocha Loures
Rodrigo Santos da Rocha Loures (Curitiba, 13 de novembro de 1966) é um administrador de empresas e político brasileiro, filiado ao Partido do Movimento Democrático Brasileiro (PMDB). Foi deputado federal pelo Paraná e membro da Executiva Nacional do PMDB. É filho do fundador da Nutrimental, Rodrigo Rocha Loures.
Em 18 de maio de 2017, o ministro do Supremo Tribunal Federal Edson Fachin determinou o afastamento de Rodrigo Rocha Loures do cargo de deputado federal. No mesmo dia, a Procuradoria-Geral da República (PGR) pediu a prisão de Loures. Após voltar para a suplência do cargo de deputado federal, diante de novo pedido da PGR, foi preso pela Polícia Federal em 3 de junho de 2017..

## Biografia
É formado em administração de empresas pela Fundação Getúlio Vargas (FGV) e executivo da Nutrimental onde desenvolveu o programa que deu origem à linha de barra de cereais Nutry.

## Trajetória política
Como deputado federal teve a sua atuação ligada predominantemente a temas como sustentabilidade e empreendedorismo. Membro da Frente Parlamentar Ambientalista, foi coordenador do Grupo de Trabalho do Clima. Presidiu a Comissão Especial de Energias Renováveis, responsável pela elaboração do marco legal para incentivo à produção de energia limpa no Brasil. Em 2010, integrou também a Comissão de Finanças e Tributação, a Comissão de Educação e Cultura, a Frente Parlamentar da Habitação e a Frente Parlamentar da Educação entre outras.
Durante seu mandato, posicionou-se em defesa do projeto Pré-sal para todos e relatou o projeto de lei 6.716/09, que altera 47 artigos do Código Brasileiro de Aeronáutica.
Não disputou a reeleição para deputado federal, pois foi candidato a vice-governador do Paraná na chapa encabeçada por Osmar Dias e membro da coligação A união faz um novo amanhã, formada pelos partidos PDT, PMDB, PT, PSC, PR e PCdoB, obtendo quase 44% dos votos válidos e perdendo a eleição, em 1.º turno, para a chapa encabeçada por Beto Richa como governador, tendo Flávio Arns na vice. Foi convidado pelo Vice Presidente da República Michel Temer a assumir a chefia do seu gabinete.
Em 2014, candidatou-se a deputado federal pelo PMDB, não atingindo votos para se eleger, pois recebeu 58.493 mas perdeu a vaga pelo coeficiente de outros partidos. Permaneceu como suplente e assumiu uma cadeira na Câmara em 8 de março de 2017, quando o deputado Osmar Serraglio deixou o parlamento para assumir o comando do Ministério da Justiça e Segurança Pública. No dia 31 de maio de 2017, Serraglio foi exonerado do ministério da Justiça e retornou ao cargo de deputado federal, retomando de Loures o mandato. 

### Operação Patmos
Foi alvo da operação Patmos em 18 de maio de 2017, um dia após o jornal O Globo revelar a existência de áudios comprometedores e provas contra Rocha Loures, o presidente Temer, o senador Aécio Neves e diversos outros agentes políticos. O ministro do STF Edson Fachin, como relator da Operação Lava Jato, determinou que Rocha Loures fosse afastado da Câmara dos Deputados.
Apontado como intermediário do presidente Michel Temer para assuntos do grupo J&F com o governo.  Teria sido escolhido para resolver uma disputa relativa ao preço do gás fornecido pela Petrobras à termelétrica do grupo JBS no Conselho Administrativo de Defesa Econômica, pela qual teria recebido 5% de propina e teria telefonado para o presidente interino do Cade, Gilvandro Araújo, para interceder pelo grupo. Foi filmado pela PF recebendo uma bolsa com 500 mil reais, entrega feita por Ricardo Saud, diretor da JBS, após combinar pagamento semanal no mesmo valor pelo período de 20 anos. No dia 23 de maio entregou a mala à polícia federal de São Paulo contendo 465 mil reais, 35 mil reais a menos que o valor relatado na operação. 

### Prisão
Em 3 de junho de 2017, após perder a imunidade parlamentar devido à volta de Osmar Serraglio ao cargo de deputado, Rocha Loures foi preso pela Polícia Federal (PF). O mandado de prisão havia sido assinado na noite do dia 2 de junho, pelo ministro do Supremo Tribunal Federal (STF) Luiz Edson Fachin, relator da Operação Lava Jato no STF. O pedido de prisão foi feito pela Procuradoria-Geral da República (PGR). Rocha Loures foi preso preventivamente (antes da condenação) em Brasília e foi levado para a Superintendência da PF no Distrito Federal. Rocha Loures também é suspeito de participação em organização criminosa, corrupção passiva e obstrução da justiça.

## Cargos
- Chefe de gabinete do governador do Paraná entre 2003 e 2005;
- Coordenador das ações em favor dos Objetivos de Desenvolvimento do Milênio no Paraná através do programa Nós Podemos Paraná;
- Vice-tesoureiro do Diretório Nacional do PMDB;
- Tesoureiro do Diretório Estadual do PMDB do Paraná;
- Vice-líder do bloco PMDB, PSC e PTC na Câmara dos Deputados;
- Idealizador e coordenador das ações em favor dos Objetivos de Desenvolvimento do Milênio no Paraná através do programa Nós Podemos Paraná entre 2005 e 2007
- Chefe de gabinete da Vice Presidência da República entre 2011 e 2014;
- Membro da Executiva Nacional do PMDB.